# Palaiphatos

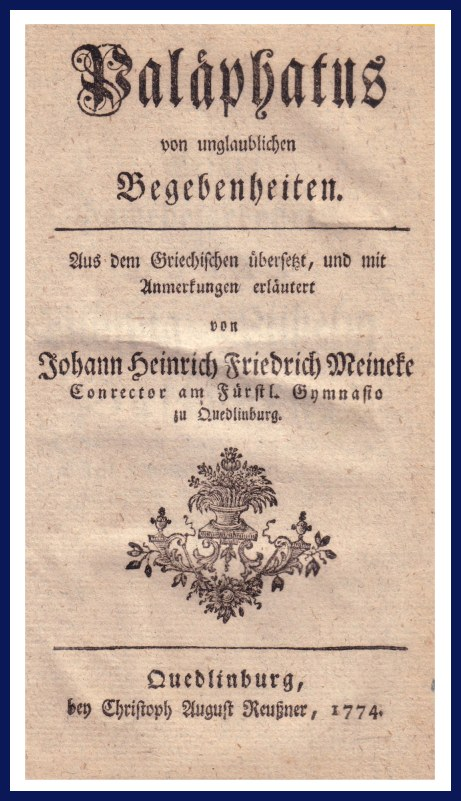
Titelseite der Palaephatus-Ausgabe von Johann H. F. Meineke, 1774

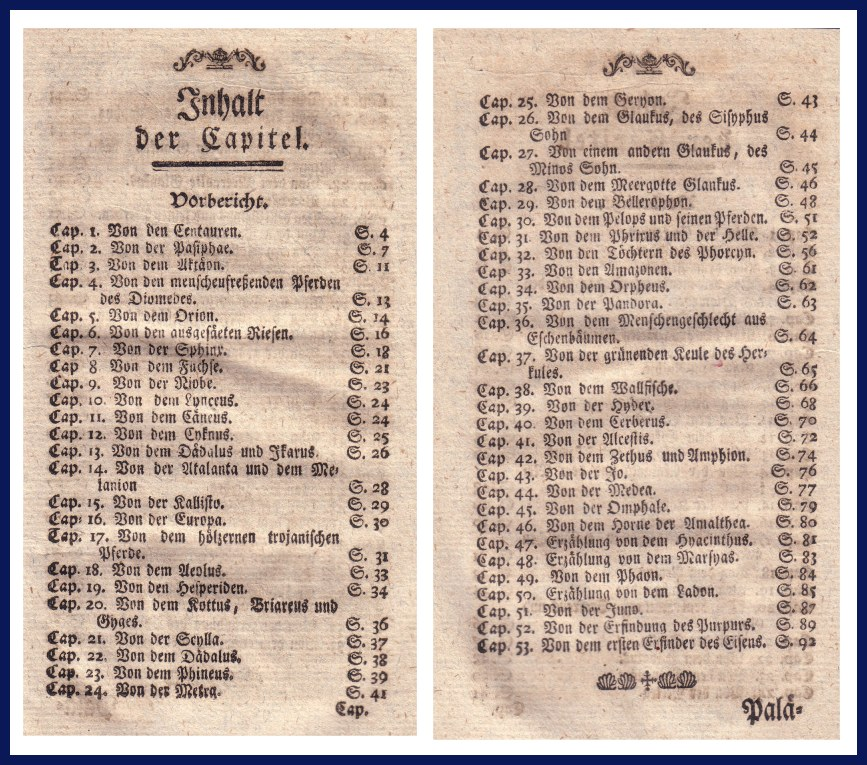
Inhaltsangabe der Palaephatus-Ausgabe von Johann H. F. Meineke, 1774

Palaiphatos (Παλαίφατος, latinisiert Palaephatus) war vermutlich das Pseudonym eines griechischen Schriftstellers, der wahrscheinlich im späten 4. und frühen 3. Jahrhundert v. Chr. lebte und der Nachwelt nur durch ein einziges Werk bekannt ist: „Unglaubliche Geschichten“ (Περὶ ἀπίστων ἱστοριῶν Peri apiston historion).
Die „Unglaublichen Geschichten“ sind ein Versuch, die überlieferten Erzählungen der griechischen Mythologie über Götter, Helden und monströse Kreaturen auf historische Ereignisse und Verhältnisse zurückzuführen. Viele Altertumswissenschaftler sind der Ansicht, dass das Werk ursprünglich als griechische Göttergeschichte in fünf Bänden in der zweiten Hälfte des 4. Jahrhunderts v. Chr. entstanden ist. Andere glauben, dass diese Erklärungen für griechische Legenden als Miniaturausgabe einer umfangreicheren Ausgabe in byzantinischer Zeit entstanden seien. Bis ins 19. Jahrhundert war es ein weit verbreitetes Unterrichtsbuch für Schüler, die Griechisch lernten.
In der Suda werden vier Autoren namens Palaiphatos angeführt: ein mythischer Dichter, ein Schriftsteller aus Paros oder Priene (oder, einer Konjektur zufolge, Parion), welcher der Autor der „Unglaublichen Geschichten“ sei, ein Geschichtsschreiber aus Abydos und ein athenischer oder ägyptischer Grammatiker. Ob es sich tatsächlich um verschiedene historische Personen handelt, ist unklar.
Palaiphatos erklärt, dass die traditionellen Erzählungen der griechischen Mythologie auf missverständlichen Überlieferungen beruhen. Für ihn sind sie eine Ansammlung von tatsächlichen historischen Ereignissen. Beispielsweise behauptet er, dass es weibliche Soldaten niemals gegeben hat. Die Amazonen waren in Wirklichkeit männliche, barbarische Soldaten, die mit ihren Haarbändern und glattrasierten Wangen, in ihren altertümlichen Röcken als Frauen angesehen wurden.

## Ausgaben und Übersetzungen
- Jacob Stern: Palaephatus: On Unbelievable Tales. Bolchazy-Carducci, Wauconda 1996
- Kai Brodersen: Die Wahrheit über die griechischen Mythen: Palaiphatos’ Unglaubliche Geschichten. Reclam, Stuttgart 2002. 3. Auflage 2017, ISBN 978-3-15-019458-4 (griechischer Text mit Übersetzung)